# Wolvendaali templom
A wolvendaali templom (hollandul: Wolvendaalsche Kerk) a Srí Lanka-i főváros, Colombo holland gyarmati korból fennmaradt református temploma. Ez az ország első református temploma, és a város egyetlen holland kori építménye, amely ma is ugyanazt a célt szolgálja, mint építése idején.

## Története
A templom neve onnan származik, hogy ezen az akkor még jórészt beépítetlen területen évszázadokkal ezelőtt sakálok kószáltak, a portugálok pedig, farkasnak hívén az állatokat, „farkas-völgynek” nevezték el a vidéket, az elnevezést pedig később a hollandok is átvették, és saját nyelvükre fordítva a Wolvendaal névvel kezdték illetni a területet.
A templomot a Holland Református Egyház kezdte el felépíttetni a Holland Kelet-indiai Társaság segítségével 1749-ben, majd 1757. március 6-án szentelte fel Mattias Wirmelskircher tiszteletes. Úgy tartják, hogy az ezen a helyen korábban állt portugál Guadalupei Szűzanya-templomot a hollandok lebontották, hogy helyére felépíthessék saját református templomukat.
1856-ban kupolájába villám csapott, aminek következtében megsérült, ezért fel kellett újítani. Ugyancsak felújításon esett át 1783-ban, 1969-ben és 1992-ben is. 2017-ben értékes régi üvegablakait a holland kormány pénzügyi támogatásával konzerválták.
Régi orgonáját, amelynek csövei még ma is megvannak, 3426 rúpiáért vásárolták, a Cave és Társa pedig 100 rúpiáért szerelte fel a hangszert.

## Leírás
A templom Colombo Pitakotuva nevű városrészében, a Vivékánanda nevű dombon található egy három utcával körülzárt kis háromszög alakú területen. Alaprajza görögkereszt, magassága körülbelül 30 méter. Alapzata nagy gránittömbökből áll, míg falait lateritből, boltíveit égetett vörös téglákból, kupoláját pedig téglából és cementből készítették. Falai nagyjából másfél méter vastagok.
Az épület helyiségeiben számos régi sírkő található, többek között lelkészeké, de öt holland kormányzó is itt van eltemetve. A sírok közül 37-et a templom padlójára rögzítettek, míg néhány a külső részekben található. Némelyik sír nem tartozott eredetileg ehhez az épülethez, hanem más templomokból hozták át őket ide. A legrégebbi sír 1607-ből származik, és vannak köztük tamil feliratosak is.
Értékes bútordarab az egykori holland kormányzó fából készült széke, amelynek faragott díszítései között a háttámlán két páva is megjelenik. A szószék közelében a fal mellett elhelyezkedő, feltűnően magas faszékek rabok székei voltak. Egy „legenda” úgy tartja, létezett egykor egy alagút, amely a kikötőből a templomkertig vezetett, és amelyen keresztül a raboknak megengedték, hogy az istentiszteletre járjanak.
Az ezüstből készült úrvacsorakészlet egy Schroter nevű, jálppánami asszony ajándéka, míg a fából készült keresztelőkutat Rijckloff van Goens kormányzó adományozta, miután Esther Ceylonia nevű leánya itt részesült áldozásban. Egyesek úgy tartják, ez a keresztelőkút egyetlen jálppánami tamarinduszfából lett kifaragva.
A templom egyik, üvegből készült gyertyatartójához is tartozik egy legenda. A történet szerint egyszer egy holland jegyespár fiú tagja nem sokkal az esküvő előtt visszakozott, a lány viszont elkeseredésében bírósághoz fordult, akik 50 font kártérítést ítéltek meg neki. A lány a pénz egy részéből egy üveg gyertyatartót vett, amit a templomnak ajándékozott, azt kérvén, hogy a jövőben a friss házasokat ennek a gyertyatartónak a sugárzó fényében áldják majd meg.

## Képek

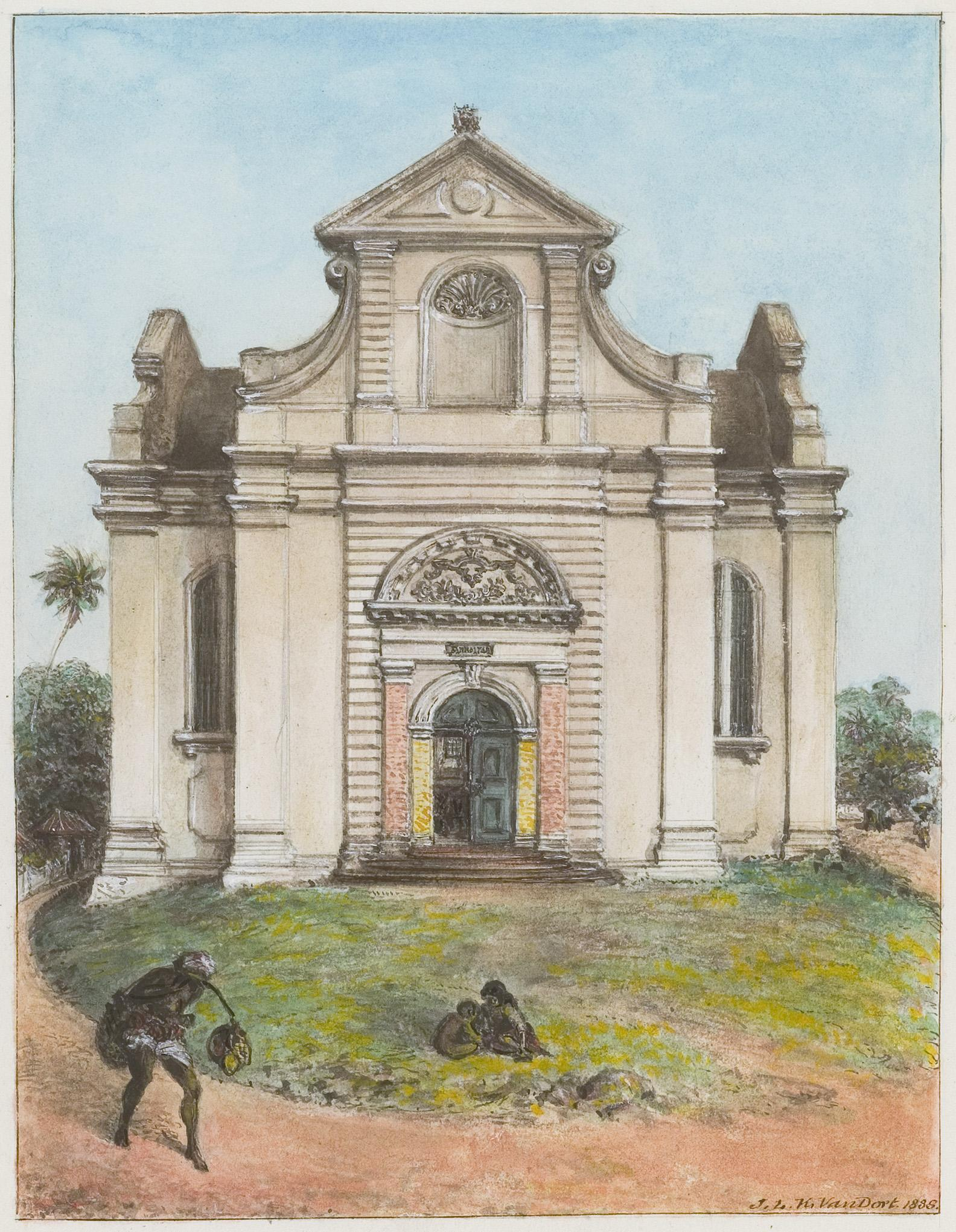
J. L. K. van Dort 1888-as vízfestménye a templomról
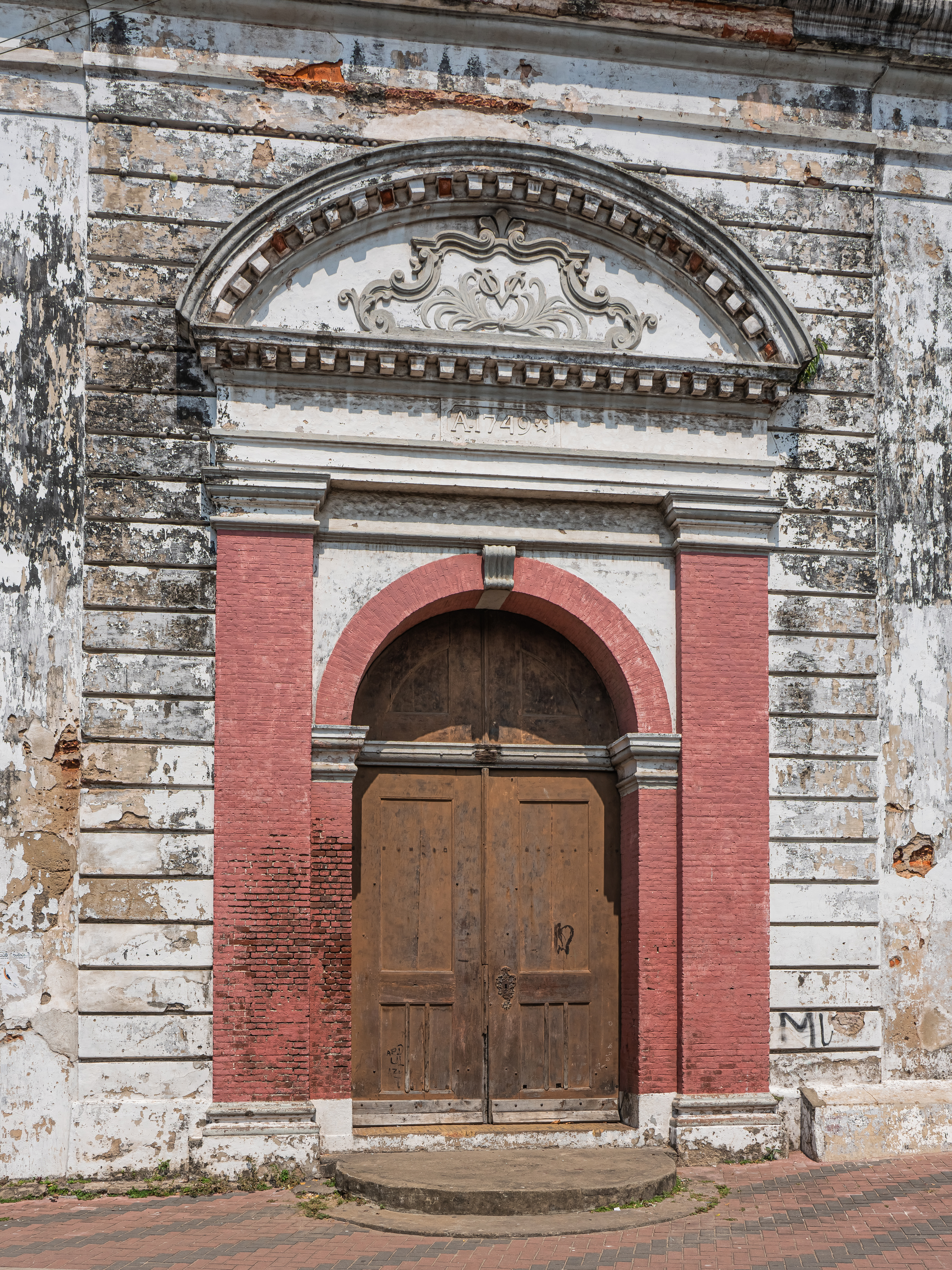
A főkapu
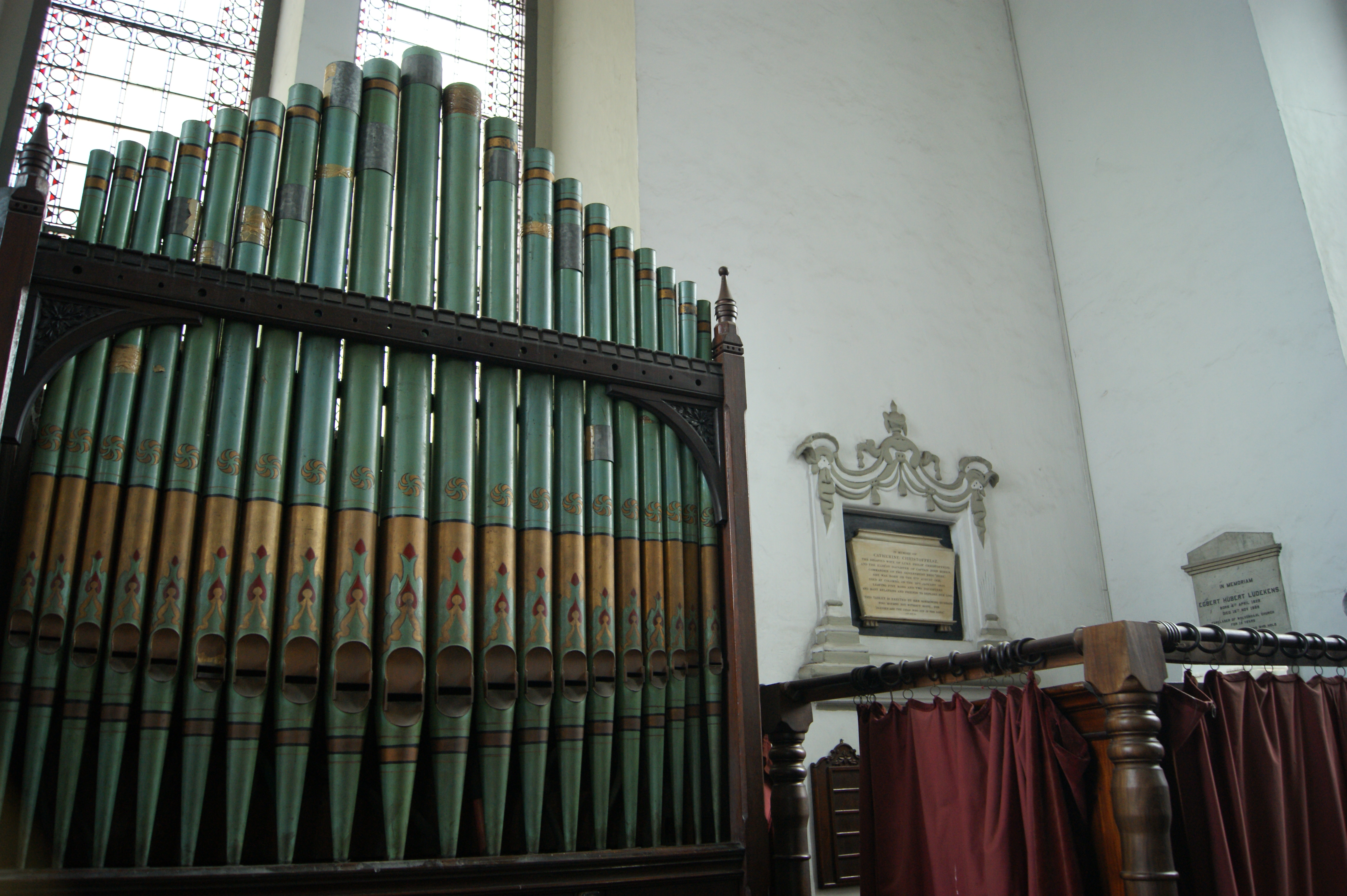
Az orgona
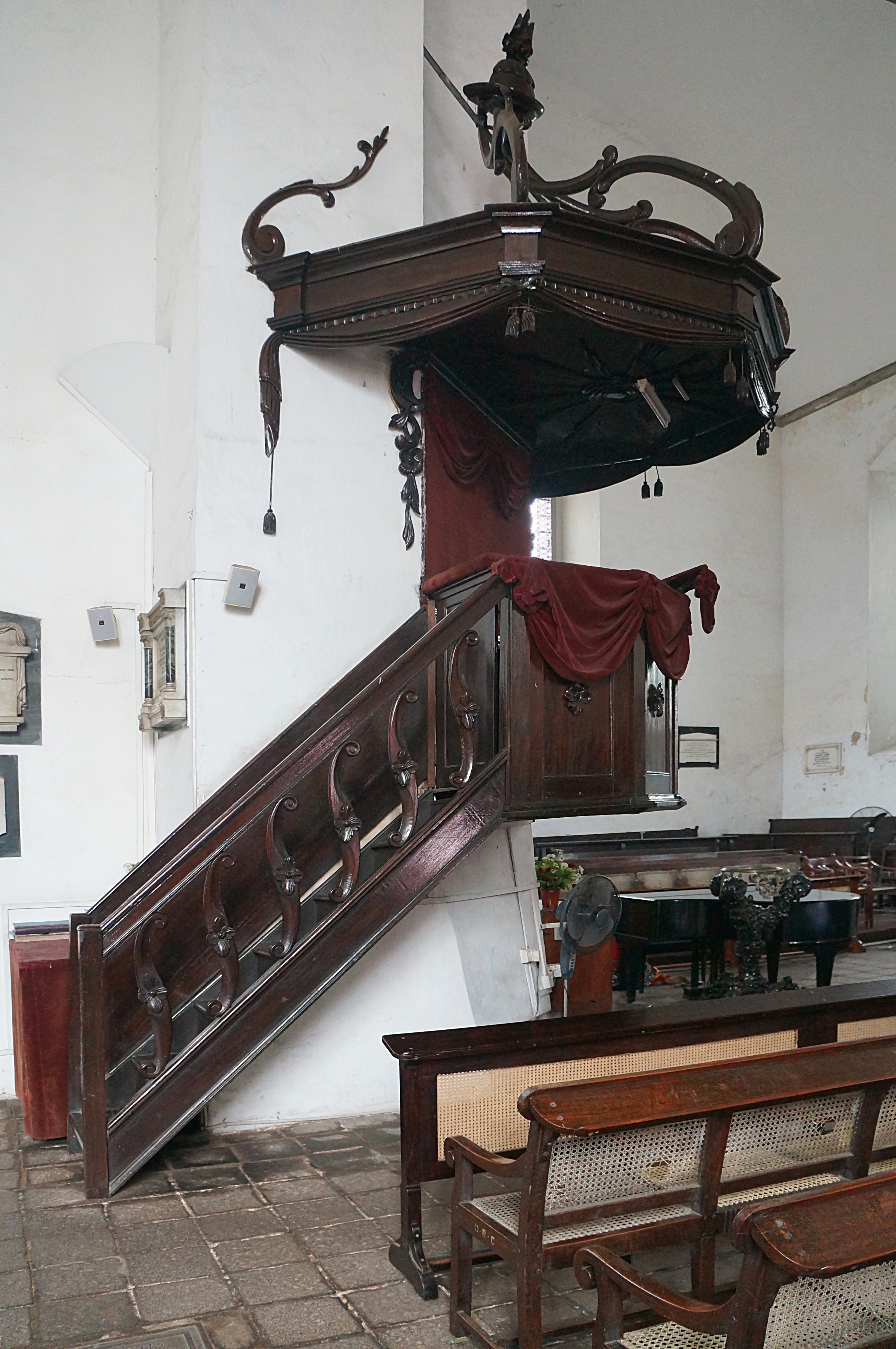
A szószék
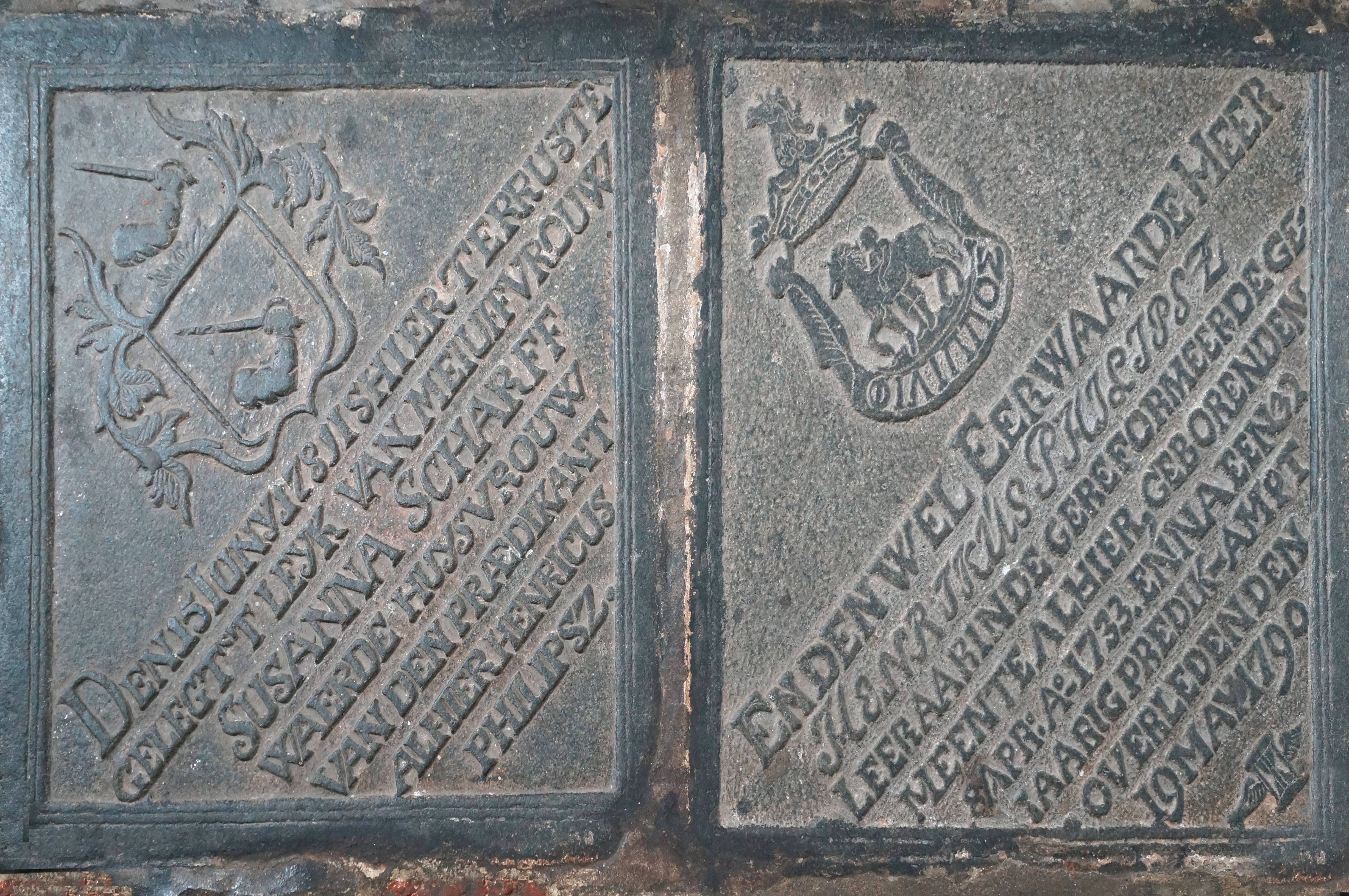
Henrikús Philipsz és Susanna Scharff síremléke